# Lenale ndem Museum
Lenale ndem Museum est un musée communautaire dans la ville de Melong au Cameroun. La particularité de ce musée ethnographique est qu'il est tout comme son peuple d'appartenance délocalisé de Lewoh pour Melong. En 1982, Alexander Fornjinju Tatabong, fondateur du musée, s'installe à Carrefour Forest à Melong. Il est retraité, de descendance royale. Pour construire ses collections muséales, ce chef a commencé par réunir les objets d'arts de sa famille royale au Lebialem. Cette maison du patrimoine, quoique sortie de son milieu, conserve son identité traditionnelle. C'est un musée à collection temporaire, c'est-à-dire que les activités ne sont pas permanentes.

## Histoire

### Débuts et projets du musée
L'appréhension des origines de ce musée ne saurait se départir de l'histoire même de sa communauté. La dynamique qu'a subi ce peuple a influencé la mise sur pied de ce musée. Rappelons que Lewoh est un village situé dans le département du Lebialem, dans la région du Sud-Ouest Cameroun. Fils de Tatabong et de Mafua, Sa Majesté (S.M) Alexander Fornjinju Tatabong, fait son entrée dans les forces armées où il est affecté à la brigade routière de Nkongsamba en 1970. Il prend le règne après la mort de son père en 1972 et est intronisé comme chef du village Lewoh. il est retraité et descendant de la famille royale du Lebialem. Faisant régulièrement des escales à petit-Nkam, il eu l'idée de baptiser cette espace "forêt" ou "forest" en anglais (sa langue courante). Celui-ci devint plus tard un marché. Quelques années après, S.M Tatabong prit l'initiative avec l'accord de sa communauté et la bénédiction de sa mère de déplacer sa chefferie Lewoh a Lenale Ndem (forêt) pour des raisons d'accessibilité. Dès lors, la communauté lewoh se trouve en terre moungo. L'idée d'installer définitivement sa chefferie à Melong a provoqué quelques conflits avec la population locale de Melong mais, tout a été géré de façon pacifique. En 1982, un arbre sacré fut planté par des chefs et notables de Lewoh et Melong, ce qui marque l'implantation définitive de la chefferie Lenale Ndem.

## Bâtiment (s)

### Architecture et organisations des salles
Construit sur une superficie de 300 mètres carrés,par Alexander Fornjinju Tatabong, le bâtiment, attenant à la chefferie, abrite des milliers d'objets d'arts. Près du musée se trouve plusieurs réalisations de ce chef. L'on recense le Lenale ndem bilingual nursery and primary school de Melong, une école maternelle et primaire regroupant près de 350 élèves. Elle est fondée pour répondre au besoin de scolarisation des enfants réfugiés de crise anglophone du Cameroun en 2018. En plus, le tribunal coutumier encore appelé case du Tro'o est le lieu d'exposition et de résolution des litiges communautaires. Se trouve également une mosquée située à l'entrée de la chefferie, animée par des commerçants en grande partie des musulmans. La case communautaire n'est pas en reste, elle est utilisée dans la chefferie pour la célébration de plusieurs événements (mariage, fête d'anniversaire, conférence). C'est une œuvre financée par le ministère de l'agriculture et de développement rural avec une capacité de 400 places, possédant un jardin de 1000 places.

### Aspects techniques, équipements et services
| \| 500 km1:18 610 000 \| National (1972) Doual'art(1991) Civilisations (2010) Lenale ndem (2013) Maritime (1986) Mankon (2005) |
| 500 km1:18 610 000 |

| 500 km1:18 610 000 |

| Musées (Année de création) |

### Équipements et services présents
- Wi-Fi :  Oui
- Sites web du musée :  Oui
- Inventaire de la collection :  Oui (Mises à jour ? :  Oui)
- Parking pour visiteurs :  Oui
- Hall de réception :  Oui
- Présence de guides et / ou conservateurs au musée :  Oui
- Galerie marchande pour achat d'ouvrages et souvenirs touristiques :  Non (Possibilités d'achats d'œuvres ? :  Non; Possibilité d’acheter un livre (en anglais): Non
- Espace restauration/toilettes pour visiteurs :  Oui
- Possibilité de prise de vue (photo des collections) :  Non
- Présence d'un cercle ou club des amis du musée :  Non
- Musée membre d'un réseau de musées (échanges/prêts des collections) :  Non
- Atelier de maintenance / restauration des collections :  Oui

## Administration

### Promoteur, Tutelle & Direction/Gestion du musée
Sa Majesté Alexander Fornjinju Tatabong est le fondateur du musée Lenale ndem.

### Tourisme et fréquentation
Le musée figure parmi les sites touristiques du Moungo, autour de la ville de Nkongsamba,. Des visiteurs de nationalités diverses s'y rendent. Du fait de sa richesse incontestable, le délégué départemental du tourisme et de loisirs du Moungo décide de l'inscrire dans le registre des sites historiques du Moungo.

## Collections
Le musée contient une collection de plus de 2800 objets.
Le Musée de Lenale Ndem abrite une collection impressionnante de plus de 2800 objets. Ces trésors culturels comprennent des masques, des instruments de musique, des sculptures et d’autres artefacts qui témoignent de la richesse du patrimoine camerounais. Un inventaire détaillé de cette collection a été réalisé en collaboration avec les étudiants de l'université de Douala avec qui une convention a été signée entre le musée et l’université,. Cette initiative a permis de cataloguer et de documenter chaque objet, assurant ainsi leur préservation et facilitant leur étude par les chercheurs et les passionnés d’art,.

## Galeries média

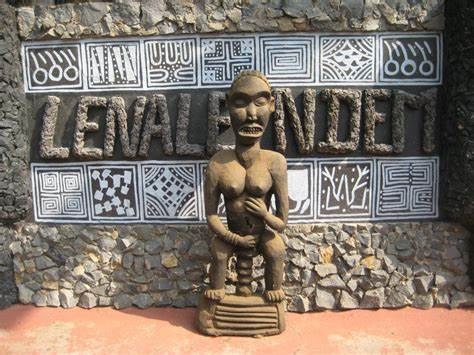